# Fànies (poeta)
Fànies, en llatí Phanias, en grec antic Φανίας fou un poeta epigramatista grec que té poemes inclosos a l'Antologia grega.
Va viure al segle iii aC o al segle ii aC, sense que sigui possible aproximar més la data amb els coneixements que se'n tenen. En un epigrama diu que va viure entre Epicur i Meleagre. Apareix també a la Garlanda de Meleagre, a la qual consten fins a vuit epigrames de Fànies.